# Can't Do Better
"Can't Do Better" é uma canção da cantora alemã Kim Petras, lançada em 8 de junho de 2018. A canção faz parte do projeto não oficial da artista, Era 1. Em 2022, a canção ganhou notoriedade no aplicativo TikTok e nas plataformas de streaming após ser incluida na trilha sonora do drama televisivo da Amazon Prime Video, The Summer I Turned Pretty.

## Temática musical
A música lida com a insegurança no amor não correspondido, bem como o ciúme da outra mulher pela qual sua paixão está interessada.

## Alinhamento de faixas
Download digital
1. "Can't Do Better" – 3:08

Download digital – Justin Caruso Remix
1. "Can't Do Better" (Justin Caruso Remix) – 4:09